# 헤쓰기가와 전투
헤쓰기가와 전투(일본어: 戸次川の戦い)는 도요토미 히데요시의 규슈 정벌의 전초전으로, 덴쇼 14년 12월 12일(1587년 1월 20일)에 시마즈 이에히사가 이끄는 시마즈 군과 조소카베 모토치카·노부치카 부자, 센고쿠 히데히사, 소고 마사야스(十河存保), 오토모 요시무네가 이끄는 도요토미 군 사이에 벌어진 전투이다.

## 경위
규슈 제패의 야망을 불태우던 시마즈 가문은 덴쇼 14년(1586년)에 들어서자 드디어 숙적 오토모 가문을 멸망시키기 위하여 오토모 가문의 영지로 침공을 개시하였다. 미미가와 전투의 대패와 중신 다치바나 도세쓰의 죽음 등 잇따른 악재로 독자적으로 시마즈 군에 대항할 힘이 없었던 오토모 소린은 당시의 천하인 도요토미 히데요시에게 신종의 뜻을 밝히고 원군을 요청하였다. 히데요시도 언젠가는 규슈를 평정해야한다고 생각하고 있었기 때문에 이를 호기로 보아 소린의 요청을 받아들였다. 단, 당시 히데요시는 미카와의 도쿠가와 이에야스와 적대관계에 있었기 때문에 대규모의 원군을 보내지는 못하고, 센고쿠 히데히사를 군감으로 삼아 조소카베와 소고 등의 시코쿠 군을 분고에 파견하였다.
한편 시마즈 군의 기세는 대단하여 오토모령은 순식간에 시마즈 군에 의해 침식되고 있었다. 1586년 12월 초순에는 오토모 가문의 가신 도시미쓰 소교(利光宗魚)가 지키는 쓰루가 성(鶴賀城)이 시마즈 군에 의해 포위되었다. 이 성은 이미 한 번 시마즈 군에게 점령당했으나, 시마즈 군의 병력이 다른 곳으로 이동하였을 때를 틈타 도시미쓰 소교가 탈환한 성이었다. 소교는 열심히 방어하여 시마즈 군에게 3천여의 큰 손해를 입혔으나, 불운하게도 유탄에 맞아 전사하여, 쓰루가 성은 낙성의 위기를 맞게 되었다. 이 성이 떨어지면 오토모 가문의 본거인 후나이도 위험해진다. 쓰루가 성으로부터 구원 요청을 받은 오토모 요시무네는 도요토미의 원군을 이끌고 쓰루가 성을 도와야 하였으나, 요시무네 자신의 그다지 전의가 없었다.
시마즈 군은 1만 여명으로, 분고 침입을 개시하였을 당시보다 병력이 절반 가까이 줄어든 상태였으나, 오토모 가문에서 배반한 세력 등을 더하여 병력을 약간 회복하였다고 한다. 오토모 군이나 도요토미 군이 후방 기습을 가할 것으로 예측한 시마즈 군 총대장 시마즈 이에히사는 군세를 우익 2천, 주력 3천(실제는 두 배인 6천이지만, 절반은 쓰루가 성 감시와 복병으로 돌렸다), 좌익 5천의 세 부대으로 나누었다. 군세를 세 부대로 나누고 전투에 임하는 전법은, 속칭 시마즈 특유의 ‘쓰리노부세(釣り野伏せ)’라고 불리고 있으나, 이 경우에는 복병을 별로 사용하지 않은 패턴이다. 이에히사는 군세를 분고 헤쓰기가와(현 오이타시 헤쓰기 촌 부근의 오노가와(大野川)의 옛 이름)와 쓰루가 성 사이에 배치하여, 그것도 도요토미 군이 도하할 것으로 예상되는 장소에 대기시켜 놓았다. 이에히사 자신은 쓰루가 성이 내려다보이는 나시오 산(梨尾山)에 본영을 두었다.
도요토미 군의 병력은 2만이라고 하나, 오토모 요시무네가 움직이지 않았기 때문에 즉시 전투에 투입할 수 있는 병력은 그 절반 이하였다. 시마즈 군을 구축하기 위해서는 요시무네가 이끄는 오토모 군이 필요하였으나, 히데요시의 위세를 빌려 군공에 안달한 군감 센고쿠 히데히사가 독단적으로 쓰루가 성 구원을 위해 출진하기로 결정하였다. 진용은 히데히사의 아와지 군 천여 명, 소고 마사야스가 이끄는 사누키 군 3천여명, 조소카베 부자가 이끄는 도사 군 3천여명으로 합계 6천여 명.

## 전투
히데요시가 직접 출진하지 않고, 대신 지휘를 맡긴 것이 센고쿠 히데히사이다. 시코쿠 정벌의 공적으로 사누키 다카마쓰 10만 석의 영주가 되었으나, 영지에 봉해진지 얼마 되지 않아서 중핵인 직속 부대를 포함하여 오합지졸로 결속력이 약하였다. 종군한 시코쿠 다이묘의 사기도 결코 높다고는 할 수 없었다. 더욱이 구원에 나선 오토모 군도 길 안내를 맡은 벳키 무네쓰네(戸次統常)가 이끄는 몇 안되는 병사 뿐으로, 시마즈 군에 비하여 병력에서도 뒤지는 상황이었다. 공을 세우는데 집착한 히데히사는 이 상황을 타개하기 위하여, 선수를 쳐서 사기를 올리려고 하였다. 무모하게도 겨울에 도하 작전을 결행하여 12월 12일 이른 아침, 헤쓰기가와를 끼고 양군이 대치하게 된다. 해질 무렵이 되어 처음으로 교전한 것은 시마즈 군 좌익의 이쥬인 히사노부(伊集院久宣)와 아와지 군이었다. 전황은 서전은 이에히사가 낭패할 정도로 도요토미 군이 우세를 보였으나, 아와지 군은 적진으로 지나치게 깊숙히 쳐들어갔기 때문에 진형이 무너져 궤멸당하게 된다. 그러자 수적으로 열세인 히데히사 군도 순식간에 전의를 잃고 도주하였다. 기세를 탄 시마즈 군은 아와지 군에 이어 제 2진인 사누키 군과 조소카베 노부치카 군을 복병과 함께 포위하여 섬멸하였다. 조소카베 노부치카와 소고 마사야스는 헤쓰기가와에서 전사했다고 전해진다. 조소카베 모토치카가 이끄는 제 3진은 전투도 하지 않고 패주하였다. 센고쿠 히데히사는 다른 장수의 군세를 내버려두고 고쿠라 성으로 철수하고, 그 후 사누키까지 도망쳐 가는 추태를 보였다.
이 대승으로 기세를 탄 시마즈 군은 쓰루가 성을 낙성시키고, 다음 날인 13일에는 후나이에 침공하였다. 오토모 요시무네는 속수무책으로 부젠으로 도주하였다. 그러나 그 뒤에도 오토모 군은 각지에서 격렬한 저항을 계속하였기 때문에 도요토미의 대군이 부젠에 들어오자 시마즈 군은 분고에서 철수하게 된다.
군감 센고쿠 히데히사는 귀환 후 패전의 책임을 문책당하여 영지 몰수와 가이에키 처분을 받아 고야산으로 추방되었다.